# Iruña Oka / Iruña de Oca
Iruña Oka / Iruña de Oca (baskiska: Iruña Oka) är en kommun i Spanien. Den ligger Álavaprovinsen i södra delen av den autonoma regionen Baskien i norra delen av landet, 280 km norr om huvudstaden Madrid. Antalet invånare är 3 625 (2024).  Arean är 53,24 kvadratkilometer. Iruña Oka / Iruña de Oca gränsar till Vitoria-Gasteiz, Erriberagoitia / Ribera Alta, Kuartango, Condado de Treviño och La Puebla de Arganzón. 